# 邹晓珊
邹晓珊（1955年—），云南开远人，汉族，中华人民共和国政治人物、第十一届全国人民代表大会河北地区代表。
毕业于中央党校函授学院经济管理专业，并加入中共，后担任石家庄常山纺织集团有限责任公司副董事长。2008年起担任全国人大代表。